# San Pietro a Maida
San Pietro a Maida (Sammpiatru a Mmàida in calabrese) è un comune italiano di 3 797 abitanti della provincia di Catanzaro in Calabria.

## Geografia fisica

### Territorio
L'abitato di San Pietro si sviluppa su un pianoro a 355 m sul livello del mare, dominato dal monte Contessa, ed ha una superficie territoriale pari a 16,35 km². La natura del suolo, molto favorevole all'agricoltura, alla coltivazione dell'ulivo in particolare, ha consentito nel tempo un incremento nello sviluppo di tale coltura, tant'è che il territorio dispone di un'alta superficie olivetata (800 ettari circa) rispetto alla superficie agricola utilizzata.

### Clima
Il paese gode di un clima molto mite, grazie alla posizione geografica ed agli influssi del mar Tirreno.

## Storia
Secondo le origini storiche tramandateci dal Barrio, il centro storico si sarebbe sviluppato da un villaggio di bonifica sorto nel XV secolo, denominato "Petrum". Testimonianze più accreditate inducono tuttavia a pensare ad origini più antiche, forse contemporanee al primo insediamento della vicina Curinga (IX-X secolo). È documentato comunque che la parte più a valle del suo territorio fu per lunghissimo tempo un'importante stazione del Paleolitico inferiore arcaico (700.000-500.000 anni fa). Centinaia di reperti litici, ritrovati attraverso diversi scavi, a partire dal 1973, riportano infatti la San Pietro preistorica ad un'epoca del Quaternario, il Pleistocene. Attualmente l'abitato, urbanisticamente compatto, si distende intorno all'antica viabilità rurale delle Pendici di Corda.

## Monumenti e luoghi d'interesse
Di un certo interesse è l'articolazione del centro storico, che contiene importanti testimonianze artistico-religiose, quali la chiesa matrice di San Nicola di Bari (XVI secolo), la chiesa di Santa Maria e la chiesa di San Giovanni (XV secolo).
Di notevole fattura, i bassorilievi, in terracotta refrattaria, degli scultori Francesco e Fortunato Violi che raccontano la storia e l'origine di San Pietro a Maida. Gli enormi bassorilievi (250x150 cm), che arredano le vie del borgo, sono inseriti in una cornice di mattoni in cotto.

## Società

### Evoluzione demografica
Abitanti censiti

## Infrastrutture e trasporti
Il comune è interessato dalle seguenti direttrici stradali:
- Strada provinciale 90
- Strada provinciale 113

## Cultura

### Eventi
San Pietro a Maida è sede degli speciali "Ulivo", che dal 1985, con periodicità biennale, si svolgono all'interno del territorio con una serie di iniziative culturali e promozionali che prevedono seminari, momenti di studio, riflessioni corali inerenti all'olivicoltura.

## Geografia antropica
Il comune di San Pietro a Maida non riconosce al suo interno alcuna frazione.
Tuttavia si possono segnalare il piccolo agglomerato di San Pietro Scalo, posto nei pressi della stazione ferroviaria al confine con la frazione di San Pietro Lametino del comune di Lamezia Terme, conosciuto anche come località Prato (250 m s.l.m., 132 abitanti), e la contrada rurale Serre.

## Economia
Il comune ha tratto e continua a trarre la maggior parte dei suoi mezzi di sostentamento dall'agricoltura. Olio, grano, frutta e verdure sono i maggiori prodotti agricoli. Notevole soprattutto è la produzione di olio extra-vergine di oliva dai secolari ulivi di varietà carolea. L'olio è noto per il buon valore biologico e vitaminico, con acidità inferiore allo 0,4% e il numero di periossidi inferiore a 15%, ma anche con qualità organolettiche.
Il paese si è sviluppato anche grazie ad una forte emigrazione, verso nazioni come:Svizzera, Germania, America. Difatti molte sono le abitazioni vuote dei residenti all'estero.